# Staphylus en Oenopion

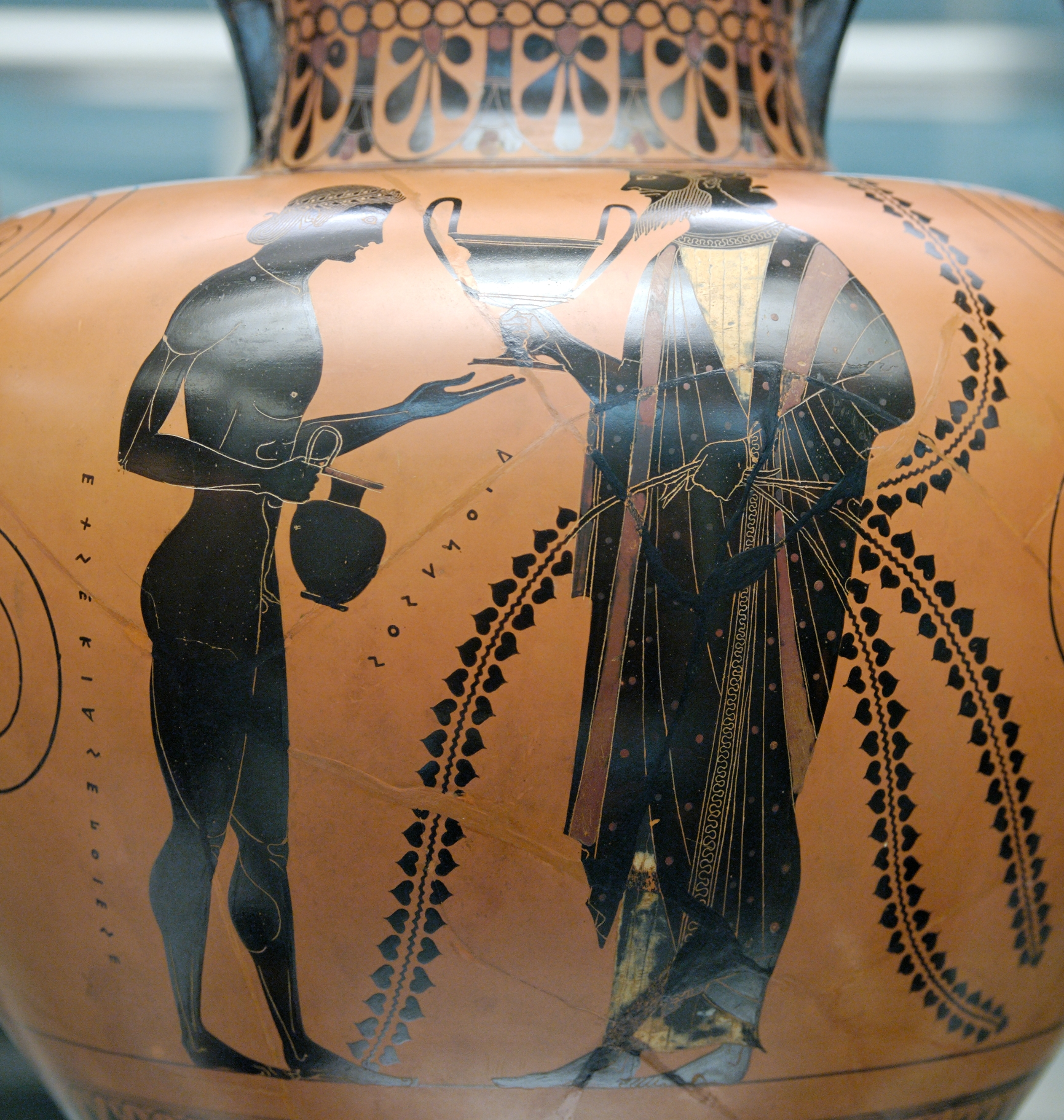
Oenopion (links), met zijn vader Dionysus.

Staphylus en Oenopion (Oudgrieks: Οἰνοπίων) zijn figuren uit de Griekse mythologie
De mythe van Ariadne is nauw met Dionysus verbonden. De ondankbare Theseus zou Ariadne op het eiland Naxos hebben achtergelaten tijdens zijn terugreis vanuit Kreta.
Dionysus zou Ariadne tot zijn vrouw gemaakt hebben, er wordt zelfs gezegd dat zij samen twee kinderen kregen: Staphylus en Oenopion.